# Joke Tjalsma
 (janvier 2019).
Si vous disposez d'ouvrages ou d'articles de référence ou si vous connaissez des sites web de qualité traitant du thème abordé ici, merci de compléter l'article en donnant les références utiles à sa vérifiabilité et en les liant à la section « Notes et références ».
 Joke Tjalsma, née en 1957 à Sneek,, est une actrice néerlandaise.

## Filmographie

### Cinéma et téléfilms
- 1985 : De Dream (nl) : Ymkje Jansma
- 1987 : Donna Donna : Coby Gompelman
- 1990 : Een scherzo furioso (nl) : Marieke
- 1993 : Pleidooi (nl) - Marlies
- 1996 : Zoë : La mère de Zoë
- 1998 : Hertenkamp (televisieserie) (nl) : Wies
- 1998 : Het jaar van de opvolging (nl) : Manon Karanski
- 1999 : De Daltons (televisieserie) (nl) : La mère de Gijs-Jan
- 1999 : Missing Link (film) (nl) : Toos Verheyen
- 2001 : Nynke -:Nelly van Kol
- 2001 : Knofje (nl) : Mme Bakkers
- 2002 : TV7 : La rondelle
- 2004 : De Kroon (film) (nl) : La secrétaire de Max van der Stoel
- 2006 : Le Champion du siècle (Sportman van de Eeuw) de Mischa Alexander : Gaais
- 2006 : Wild Romance (film) (nl) : La mère de Hermans
- 2006 : Spoorloos Verdwenen (nl) : Antje Douwma
- 2007 : De Daltons (televisieserie) (nl) : Mère de Gijs-Jan
- 2008 : Jardins secrets : Joke
- 2010-2012 : Sien van Sellingen : Oma Grietje
- 2010 : Iep! (nl) : Tine
- 2010 : Verborgen Gebreken (dramaserie) (nl) : Iris Verboom
- 2010 : De gelukkige huisvrouw (film) (nl) : Henriette, mère de Lea
- 2012 : Golden Girls (Nederland) (nl) : La voisine de Gerda Fransen
- 2013 : 't Schaep in Mokum (nl) : Jannie Balk
- 2013 : Bobby en de geestenjagers (nl) : Dorothea
- 2014 : Bak : La conseillère de Geke Jensma
- 2014 : Aanmodderfakker : Leonie, mère de Thijs
- 2015 : Jack bestelt een broertje (nl) : Jans
- 2016 : De Ludwigs (nl) : Tante Hedwig
- 2016 : De mannen van dokter Anne : Helen Hazenberg
- 2017 : B.A.B.S. (nl) : Marian Nieuwenhaag
- 2018 : Exportbaby : Ria
- 2018 : Masterclass : Hinke
- 2018 : Sinterklaasjournaal (nl) : Lotje Koekkoek
- 2019 : Kapsalon Romy : Mme ten Berghe